# Ma'ya
Pour les articles homonymes, voir Maya.
Le ma'ya est une langue malayo-polynésienne d'Indonésie. Ses locuteurs étaient au nombre de 6 000 en 2001. Ils habitent sur la côte nord de la péninsule de Doberai en Nouvelle-Guinée occidentale.
Le ma'ya appartient à un sous-groupe dit « raja ampat » du groupe « Nouvelle-Guinée occidentale » des langues Halmahera du Sud-Nouvelle Guinée occidentale.